# 師崎港
師崎港 （もろざきこう） は、愛知県知多郡南知多町の先端に位置する港湾である。港湾管理者は愛知県。地方港湾。

## 就航航路
特に注記のない場合、名鉄海上観光船の運航
カーフェリー
- 師崎港 - 篠島
- 師崎港 - 日間賀島（北港）

高速船
- 師崎港 - 篠島
- 師崎港 - 日間賀島（東港・西港）

## 過去の航路
過去には、以下の航路も就航していた。
伊勢湾フェリー

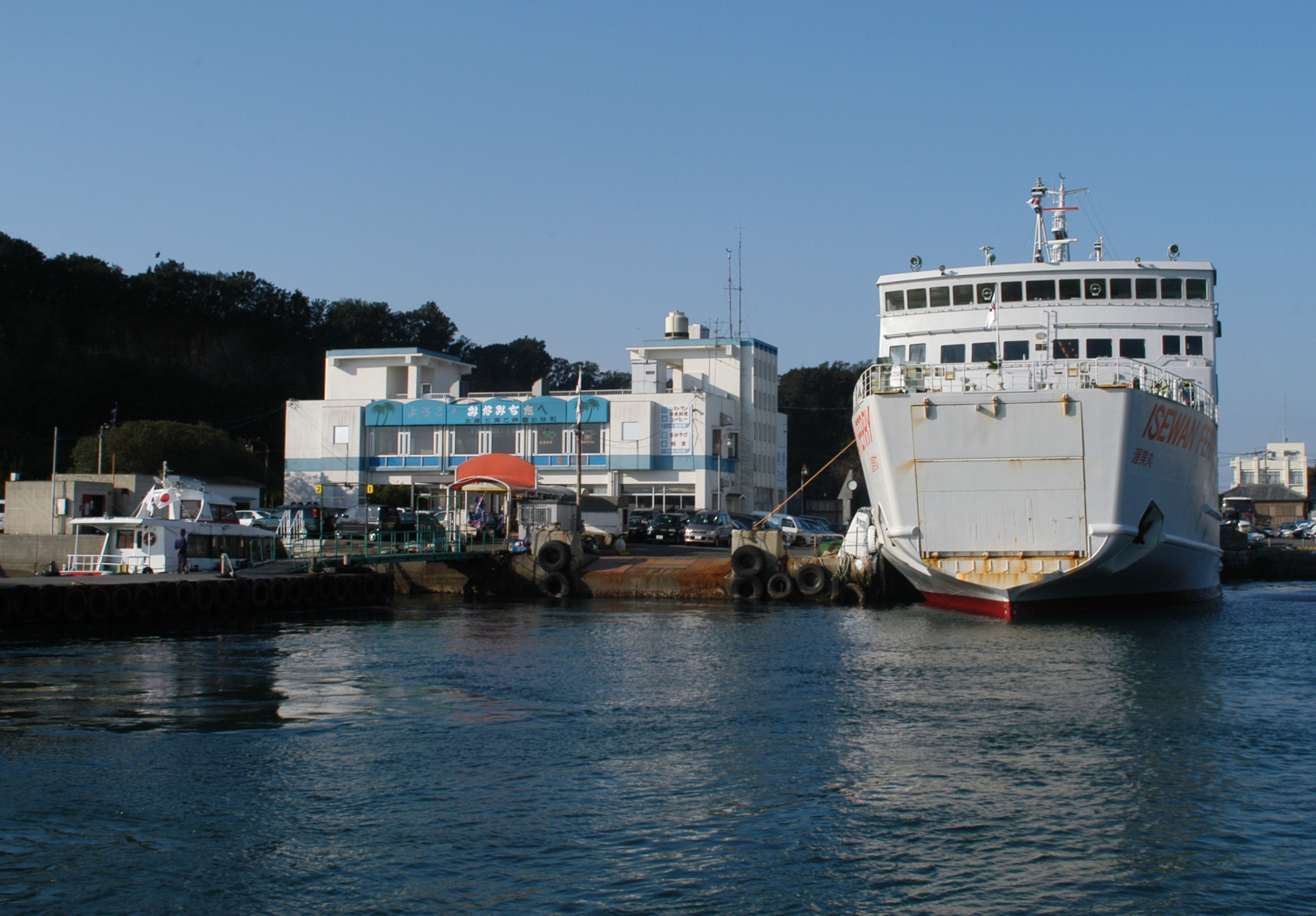
伊勢湾フェリー寄港時のフェリーターミナル（2004年）

- 師崎港 - 鳥羽港（2005年2月9日に廃止、翌2月10日より常滑港 - 鳥羽港に変更となるが2007年3月31日に廃止）

名鉄フェリー
- 師崎港 - 伊良湖港

※ 現在、師崎港から鳥羽港に向かう場合、高速船で一旦伊良湖港に向かい（途中篠島で別の高速船に乗り継ぎ）、伊良湖港で伊勢湾フェリーの鳥羽港行きに乗り換えとなる。

## 交通アクセス

### 公共交通機関利用
- 名鉄河和線 河和駅から海っ子バス（片道400円）。
- 名鉄知多新線 内海駅から海っ子バス（片道400円）。

### 駐車場設置
併設の駐車場があり、料金は50分まで無料。以後は1時間ごとに100円である。日間賀島や篠島への自動車乗り入れは師崎からフェリーが運航しているが両島へ向かう旅行者の多くがこの駐車場を利用することになる。また日間賀島・篠島両島の住民が月ぎめ利用している（島ではそれほど自動車は必要でないため）篠島や日間賀島の宿泊施設で師崎に宿泊客用の駐車場を確保している宿もある。